# Battaglia di Saucourt-en-Vimeu
La battaglia di Saucourt-en-Vimeu ebbe luogo il 3 Agosto dell'881 a Saucourt-en-Vimeu, e vide contrapporsi i guerrieri Vichinghi pagani, e le truppe carolinge e cristiane di Luigi III di Francia e Carlomanno II.

## La battaglia
I Vichinghi, vittoriosi nella  battaglia della landa di Luneburgo, ma sconfitti qualche mese più tardi nella battaglia di Thiméon da Ludovico III il Giovane re dei Franchi Orientali, continuarono le loro incursioni nel regno dei Franchi. Nel novembre 880 raggiunsero Kortrijk, per poi raggiungere a dicembre Cambrai e Arras. Nell'881 saccheggiarono Amiens e Corbie.
Luigi e Carlomanno uscirono vittoriosi in quella che fu una feroce battaglia contro gli incursori settentrionali, che subirono circa 8000 vittime.
La battaglia fu celebrata nel poema Ludwigslied e nella chanson de geste "La Chanson de Gormont et Isembart".